# Су'Кал
Су'Кал (Su'Kal; також Цитадель — The Citadel) — сороковий епізод американського телевізійного серіалу «Зоряний шлях: Дискавері» та одинадцятий в третьому сезоні. Епізод написала Норма Бейлі, режисування Енні Кофелл Саундерс. Перший показ відбувся 24 грудня 2020 року. Українською мовою озвучено студією «ДніпроФільм».

## Зміст
Рід час вечірки-спомину про Імператорку до Адіри повертається видіння Грея; Стамец делікатно покидає їх. Комп'ютер «Дискавері» виявляє ознаки життя на зоряному кораблі «Кі'ет» в радіоактивній туманності Верубіан, і Сару припускає, що це може бути дитиною келпійки-науковиці Айси. Вони стрибають туди, щоб дослідити, радіаційний вітер в туманності надто швидко руйнує захисний екран «Дискавері». Букер пропонує стрибнути туди на своєму кораблі — Сару під тиском обставин приймає цю пропозицію. Букер знаходить субпросторовий розлом і збирається завершити сканування. Букер знаходить місце падіння корабля — але й аварійне захисне поле його корабля починає відмовляти. Букр визначає координати можливої посадки на планеті — і через надмірну дозу опромінення втрачає зв'язок із реальністю — але встигає увімкнути автопілот на зворотній шлях. Для врятування Букера Калбер застосовує процес ДНК-відновлення. Тілля повідомляє — вони знайшли всередині туманності планету, на якій повсюдно спостерігаються родовища дилітію; Бернем переконана — це джерело Спалу.
Сару повідомляє про знахідку адміралу Венсу. Сару збирається брати участь у рятувальній експедтції — командувати кораблем доручає Тіллі. Венс доводить до відома Сару — частина Зоряного флоту відряджена до рідної планети келпійців Камінару — там проводить військові навчання Смарагдовий ланцюг. Бернем збирається бути в складі експедиційної групи — вона переживає щодо об'єктивності Сару з огляду на імовірну присутність в пошкодженому кораблі келпійця. Майкл підтримує Тіллі і підказує про забобони командирів зоряних кораблів й радить як з допомогою цього втриматися в сідлі.
«Дискавері» стрибає до планети у визначене Букером місце й Сару, Бернем і Калбер транспортуються на планету — у них 4 години антирадіаційного захисту. Тіллі займає крісло командира корабля — і під руків'ям знаходить випуклість — конструктивний недолік — який командири кораблів вважають своєрідним оберегом.
На планеті експедиційна команда опиняється у складному голографічному моделюванні, розробленому вченими для виховання та захисту дитини. В ньому Майкл — трилл; Калбер — баджорець а Сару — людина. У них відсутні їхні бластери й трикодери. Комп'ютер корабля вважає їх частиною програми. Вони рухаються сильно пощкодженою програмою і підходять до навмисне зачинених дверей. Вони знаходять дитину — Су'Кала, і при їх спілкуванні уявні двері відчиняються — за ними уявний монстр. До «Дискавері» проривається сигнал від експедиції із якимось ревінням на звуковому фоні. В цьому часі до них наближається корабель — на радарах вказується як представник Федерації — але його тут бути не повинно. В програмі експедицію сприймають як очікуване введення із класифікацією «Рятівник». Від програми захисту вони дізнаються, що дитина народилася із біологічними даними, адаптованими до планети та радіоактивної туманності. Бернем-трил має справу із проявами комп'ютерного монстра.
Тіллі підозрює — це не корабель Федерації прилетів. Так воно і є — їх трансварповим тунелем знайшла Осайра. «Дискавері» маскується — одночасно з радарів зникає й корабель Осайри. Су'Кал не готовий мати справу з реальністю поза симуляцією — і Бернем погоджується — що вона також програма. Келпієць і Майкл заводять розмову про соціальні одиниці. Сару знаходить програму Старійшини і малюнок — на ньому написане ім'я малюка — Су'Кал. На руках членів експедиційної групи з'являються радіаційні ураження. При розмові із програмою Старійшини Сару дізнається — монстр це внутрішні страхи Су'Кала. Тим часом Тіллі вирішує вийти на зв'язок із Осайрою. В розмові командирів кораблів вони обмінюються закидами у проєкції. Осайра хоче «Дискавері» зі споровим двинуном і командою — Тіллі перериває спілкування. Су'кал будує захисний тотем — монстр просить пробачити йому; келпієць створює енергетичний сплеск, подібний до Опіку. Делітій у варповому ядрі «Дискавері» починає дестабілізуватися; обидва кораблі втрачають невидимість. Бук летить у туманність, щоб забрати експедиційну виїзну команду — Стамеу готується вивести «Дискавері» за допомогою спорового двигуна. Сару співає наляканому келпійцю колискову — і уявний монстр відступає; викид з планети зупинився. При наступному спілкуванні Тіллі повідомляє — в разі загрози споровому двигуну вона віддасть наказ про самознищення. «Дискавері» не встигає стрибнути — з корабля Осайри транспортуються її силовики і простягуються силові промені. Сили Смарагдового ланцюга перебирають контроль над «Дискавері». Букер зв'язується із експедиційною групою і в часі спілкування Сайкл розуміє — Спал спричинив Су'Кал. Букер забирає Бернем — Сару і Калбер залищаються — щоб келпієць не спричинив новий Спал. Адіра з корабля Бука без дозволу телепортується із протирадіаційними ліками на планету. Стамецу надягають паралізатор волі і Осайра і змушує «Дискавері» здійснити стрибок до штаб-квартири Федерації. Букер і Майкл встигають побачити як кораблі зникають.
Галактика знову стала маленькою

## Сприйняття та відгуки
Станом на серпень 2021 року на сайті «IMDb» серія отримала 6.0 бала підтримки з можливих 10 при 2404 голосах користувачів.
Оглядач Скотт Колура для «IGN» писав так: «На прохолодному „Дискавері“ цього тижня є багато чого: збирання туди, де ми зупинилися, на годині коктейлів „До побачення“ Джорджі; повернення Грея — подивимось правді в очі, будучи мертвим Трлом, якого ніхто не може побачити, окрім вашого колишнього носія, має бути облом; розкриття того, що це, мабуть, дитина-келпієць, яка якось вижила на кораблі, що застряг у туманності Верубіан; Сару сильно ризикує кораблем майже без потреби; замовляйте радіаційну хворобу під час зондування району; і відкриття всередині туманності дилітієвої планети.»
В огляді для «Den of Geek» Кейті Барт відзначила: «Завдяки поєднанню тривалого впливу підпростору і випромінювання ділітію, який перетворив малюка в те, що, по суті, Зоряним шляхом взяте на Темному Феніксі. Епізод не був надзвичайно чітким у поясненні будь-чого з осномних сюжетних ліній, окрім наполягання Г'ю на тому, що форми життя адаптуються, коли це необхідно. Тому, сподіваюся, очікується більше пояснень, як про те, що сталося 125 років перед Спалом, так і про те, що Су'Кал здатний зробити наразі… Що тепер? Ми маємо з'ясувати протягом ще двох епізодів».
Оглядач Зак Гендлен для «The A.V. Club» зазначав так: «До кінця епізоду наші герої знайшли причину Спалу, були розвіяні на чотири вітри і, можливо, найголовніше — програли лиходійським хижакам Смарагдового ланцюга. Це погано! А також добре. Це просто ганьба — що так багато людей мають бути такими нерозважливими, щоб нас аж туди довести».
Скотт Сноуден в огляді для ««Space.com»» відзначив епізод 6.5 балами з 10 і зазначив так: «Походження Спалу явно не настільки велике, щоб бути більщим рушієм сюжету, ніж, скажімо, зростання „Контролю“ чи походження „Червоного ангела“ в попередніх сезонах. Проте в епізоді цього тижня під назвою „Су'Кал“ здається, що ми насправді виявляємо, як стався Спал, і незалежно від того, чи вважаєте ви це жахливим ачи ні, ми готові зробити ставку — ніхто ще не бачив цього».

## Знімались
| Актор               | Роль                |
| ------------------- | ------------------- |
| Сонеква Мартін-Грін | Майкл Бернем        |
| Даг Джонс           | Сару                |
| Ентоні Репп         | Пол Стамец          |
| Мері Вайзман        | Сільвія Тіллі       |
| Девід Аджала        | Клівленд Букер      |
| Вілсон Круз         | Гаг Калбер          |
| Одед Фер            | адмірал Чарльз Венс |
| Іен Александер      | Грей Тал            |
| Блу дель Барріо     | Адіра               |
| Білл Ірвін          | Су'Кал              |
| Джанет Кіддер       | Осайра              |
| Тіг Нотаро          | Джет Рено           |
| Емілі Коутс         | Кейла Делмер        |
| Патрік Квок-Чун     | Ріс                 |
| Ойїн Оладейо        | Джоан Овосекун      |
| Ронні Роу           | лейтенант Брюс      |
| Аваа Блекман        | лейтенантка Іна     |
| Рейвен Дауда        | Трейсі Поллард      |